# Gigant gazos

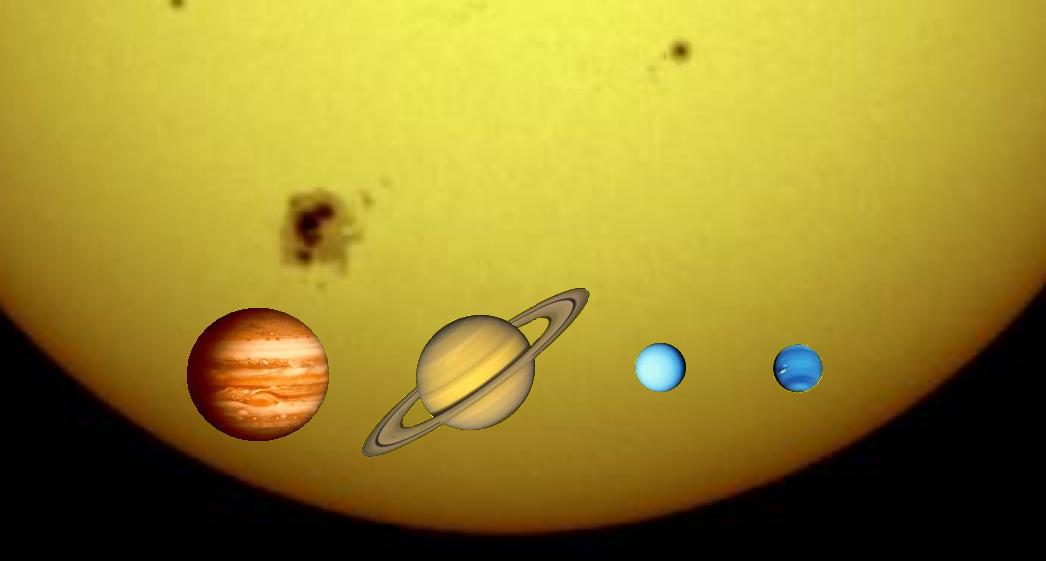
Cei patru giganți gazoși din Sistemul solar conform scalei

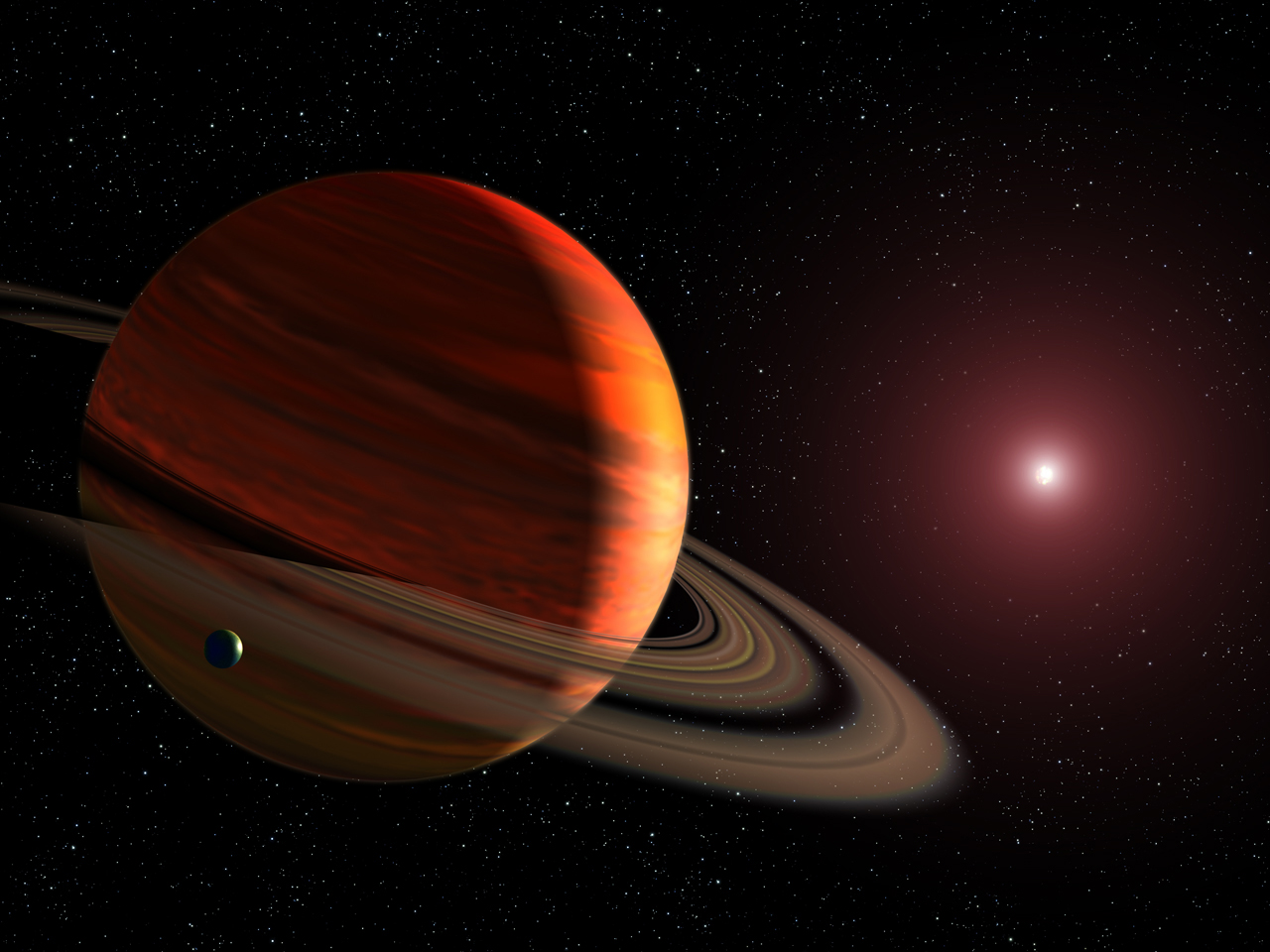
Imagine atistică a unui gigant gazos

Un gigant gazos (de asemenea cunoscut ca planetă joviană, după planeta Jupiter, sau planetă gigantă) este o planetă mare al cărei component principal nu este piatra sau alt material solid. În Sistemul solar se numără patru giganți gazoși: Jupiter, Saturn, Uranus și  Neptun. Cu toate acestea, astronomii le clasifică uneori pe Uranus și Neptun ca giganți de gheață, cu scopul de a sublinia diferențele  compoziției dintre ele și giganți de gaz mai mari, Jupiter și Saturn.  Mulți giganți gazoși extrasolari au fost identificați orbitând în jurul a mai multor stele.
Planetele care au de 10 ori și mai mult decât Masa Pământului sunt denumite planete gigante. Planetele cu o masă mai mică sunt deseori numite „pitici gazoși”.